# Pedra Badejo
Pedra Badejo (dawniej Santiago Maior) – miasto położone na wschodnim wybrzeżu wyspy Santiago w Republice Zielonego Przylądka, liczące niecałe 10 tysięcy mieszkańców. Siedziba okręgu administracyjnego (concelho) Santa Cruz. W pobliżu miejscowości znajduje się zapora wodna Poilão ukończona w 2006 r.